# Казумов Норік Багратович
Норік Багратович Казумов (вірм. Նորիկ Կազումով; нар.) 15 липня 1926, Іджеван) — радянський вчений в області технології і хімії виноробства. Доктор технічних наук з 1970 року, заслужений винороб Вірменської РСР з 1978 року.

## Біографія
Народився 15 липня 1926 року в місті Іджевані (тепер Вірменія). 1948 року закінчив Азербайджанський сільськогосподарський інститут імені С. А. Агамаліогли. У 1948—1975 роках на науково-досліднійх і керівній роботі. Член КПРС з 1969 року. З 1976 року — директор заводу шампанських вин Вірменвинпрому «Арарат».

## Наукова діяльність
Роботи в області технології, хімії, біо- і фізичної хімії виноробства, стабілізації вин. Вченим вивчені питання технології і хімії міцних, десертних, столових і шампанських вин; розроблений ряд технологічних процесів і схем в первинному і вторинному виноробстві (термічна обробка виноматеріалу для портвейну в герметичній тарі, вироблення кріплених виноматеріалів в безперервному потоці, вироблення вина Раздан і інше); створено 9 марок вин (Айвакан, Октемберянське десертне, Ануш, Норк, Мускат Ареті, Червоне ігристе та інші). Автор понад 100 наукових праць і 3 авторськах свідоцтв на винаходи. Серед робіт:
- Вина и винодельческие районы Армянской ССР. — Ереван, 1956;
- О технологии и химии вина типа мадеры. — Ереван, 1960;
- Виноделие десертных вин Армении. — Ереван, 1971;
- Технология столовых вин Армении. — Ереван, 1972;
- Осветление и стабилизация вин. — Ереван, 1975.